# Mas'ade
Mas'ade nebo Mas'ada (hebrejsky מַסְעַדֶה, arabsky مسعدة, v oficiálním přepisu do angličtiny Mas'ade, přepisováno též Mas'ada) je místní rada (malé město) v Izraeli, v Severním distriktu, respektive na okupovaných Golanských výšinách, obývané Drúzy.

## Geografie
Leží v nadmořské výšce 960 metrů na severovýchodním okraji Golanských výšin, na jižním úbočí masivu hory Hermon, cca 158 kilometrů severovýchodně od centra Tel Avivu a cca 85 kilometrů severovýchodně od centra Haify. Východně od města se rozkládá jezero Ram. Dál k východu pak hory Har Ram a Har Kramim. Podél severního okraje obce protéká vodní tok Nachal Sa'ar, který se právě zde začíná zahlubovat do výrazného údolí, které pak směřuje k západu.
Mas'ade je situována v severní části Golanských výšin, ve které je osídlení etnicky smíšené. Vlastní Mas'ade je osídlena arabsky mluvícími Drúzy. Drúzské jsou i další lidnaté obce v okolí (Buk'ata, Ejn Kinije nebo Madždal Šams). Mezi nimi a v okolí leží i několik židovských vesnic. Necelé 2 kilometry severně od Mas'ade je to například vesnice Nimrod.
Na dopravní síť je Mas'ade napojena pomocí severojižního tahu dálnice číslo 98, ze které zde odbočuje dálnice číslo 99, která vede k západu, do údolí řeky Jordán. Další lokální silnice číslo 978 odbočuje z obce k jihozápadu a vede například k mošavu Odem.

## Dějiny

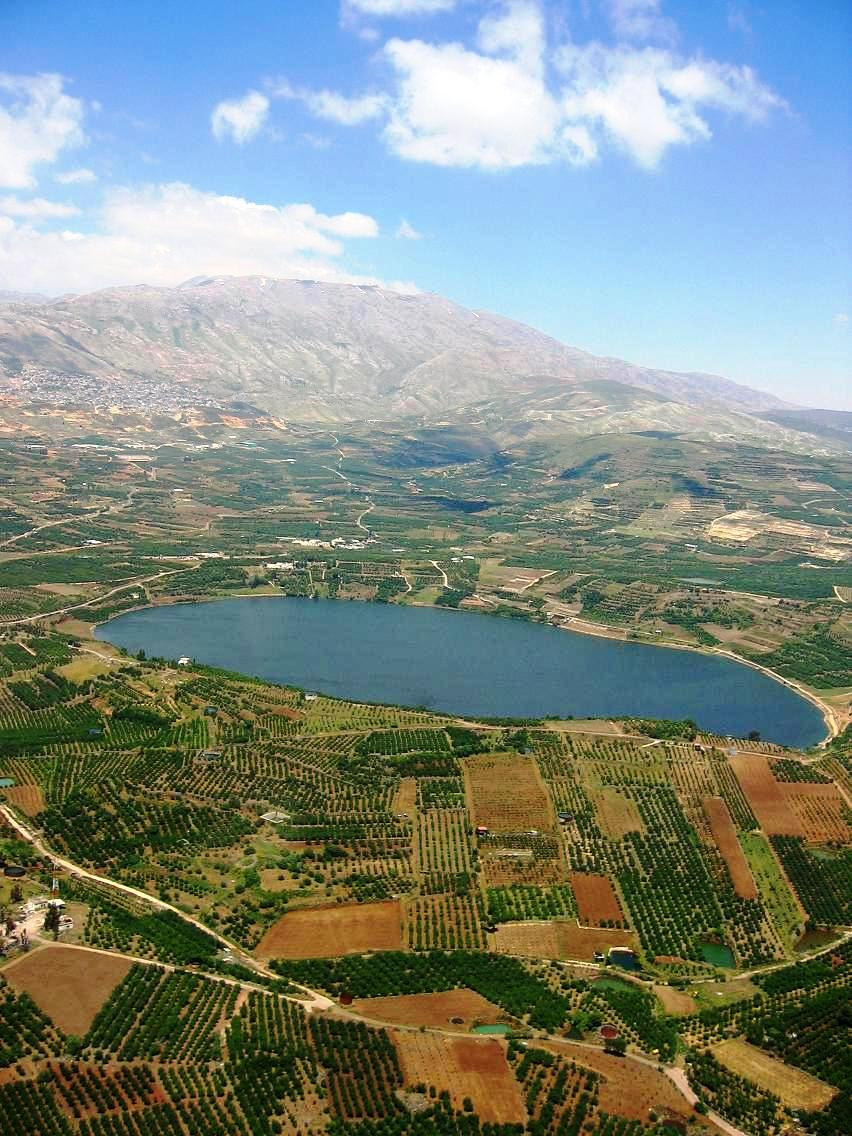
Jezero Ram nedaleko Mas'ade, v pozadí hora Hermon

Mas'ade leží na Golanských výšinách, které byly dobyty izraelskou armádou během Šestidenní války v roce 1967 a jsou od té doby cíleně osidlovány Izraelci. Podle Zákona o Golanských výšinách z roku 1981 bylo toto původně syrské území anektováno Izraelem a začleněno pod civilní správu v rámci izraelského Severního distriktu. Původní syrské arabské obyvatelstvo během izraelské ofenzívy roku 1967 uprchlo s výjimkou obyvatel několika vesnic osídlených Drúzy. Jednou z těchto vesnic byla i Mas'ade.
Mas'ade byla založena v 19. století lidmi vystěhovalými z nedaleké starší drúzské vesnice Madždal Šams. Většina zdejších obyvatel pochází z rodů Abu Salah a Safdie. Původně šlo o izolovanou farmu, později se rozrostla v samostatnou vesnici, která pak díky populačnímu nárůstu získala městský charakter.
Roku 1982, tedy krátce po anexi Golan Izraelem byla Mas'ade povýšena na místní radu (malé město). Vzhledem ke své poloze v geografickém centru golanského drúzského osídlení plní Mas'ade i některé střediskové funkce. Nachází se tu například střední škola, do které docházejí golanští Drúzové a další centrální úřady a organizace.

## Demografie
Podle údajů z roku 2005 tvořili Drúzové 99,9 % populace v Mas'ade, arabští muslimové 0,1 %. Jde o menší sídlo městského typu. K 31. prosinci 2014 zde žilo 3447 lidí. Během roku 2014 populace stoupla o 2,1 %.
| Rok            | 1983  | 1995  |
| -------------- | ----- | ----- |
| Počet obyvatel | 2 013 | 2 572 |

| Rok            | 2001  | 2003  | 2004  | 2005  | 2006  | 2007  | 2008  | 2009  | 2010  | 2011  | 2012  | 2013  | 2014  |
| -------------- | ----- | ----- | ----- | ----- | ----- | ----- | ----- | ----- | ----- | ----- | ----- | ----- | ----- |
| Počet obyvatel | 2 990 | 3 105 | 3 168 | 3 235 | 3 318 | 3 385 | 3 470 | 3 098 | 3 144 | 3 249 | 3 345 | 3 375 | 3 447 |